# Eria sutepensis
Eria sutepensis är en orkidéart som beskrevs av Robert Allen Rolfe och Dorothy Downie. Eria sutepensis ingår i släktet Eria och familjen orkidéer. Inga underarter finns listade i Catalogue of Life.